# Вулька-Витицька
Вулька-Витицька (пол. Wólka Wytycka) — село в Польщі, у гміні Уршулін Володавського повіту Люблінського воєводства. Населення — 90 осіб (2011).

## Історія
За даними етнографічної експедиції 1869—1870 років під керівництвом Павла Чубинського, у селі переважно проживали греко-католики, які розмовляли українською мовою.
У 1921 році село входило до складу гміни Воля-Верещинська Володавського повіту Люблінського воєводства Польської Республіки.
У 1975—1998 роках село належало до Холмського воєводства.

## Населення
За переписом населення Польщі 10 вересня 1921 року в селі налічувалося 30 будинків та 178 мешканців, з них:
- 96 чоловіків та 82 жінки;
- 92 православні, 86 римо-католиків;
- 92 українці, 86 поляків.

Демографічна структура станом на 31 березня 2011 року:
|          | Загалом | Допрацездатний вік | Працездатний вік | Постпрацездатний вік |
| -------- | ------- | ------------------ | ---------------- | -------------------- |
| Чоловіки | 48      | 10                 | 29               | 9                    |
| Жінки    | 42      | 6                  | 15               | 21                   |
| Разом    | 90      | 16                 | 44               | 30                   |